# 埼玉県道351号沼和田杉山線
埼玉県道351号沼和田杉山線（さいたまけんどう351ごう ぬまわだすぎやません）は、埼玉県本庄市内を通過する一般県道である。

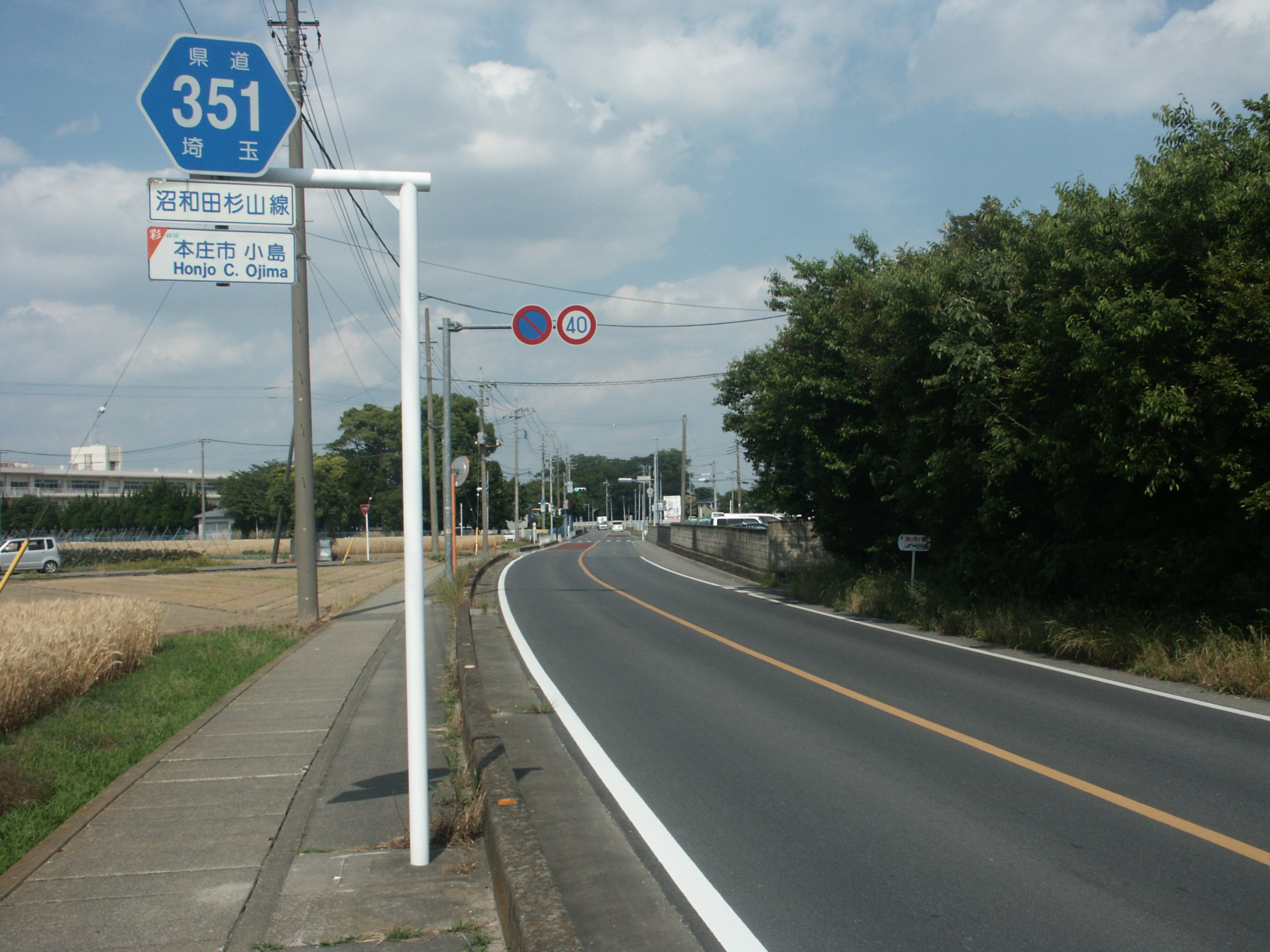
本庄市小島付近

## 概要
本庄市街地の北方にある国道17号と国道462号の交点である若林2丁目交差点を北西に迂回する形状の路線で、延長は1kmほどと短い。山王堂から沼和田にかけての一部区間を本庄市市内循環バス北循環西コース （旭コース）が通過している。

### 路線データ
- 総延長：1.1km[1]
- 実延長：1.1km[1]
- 起点：埼玉県本庄市沼和田（沼和田南交差点＝国道462号交点）
- 終点：埼玉県本庄市杉山（小島北交差点＝国道17号交点）

### 交通量
24時間自動車類交通量（台/日）
- 本庄市沼和田953-1：10,342

## 地理

### 通過する自治体
- 埼玉県
  - 本庄市

### 交差する道路
| 交差する道路       | 交差する道路       | 交差点名       | 所在地 |
| ------------------ | ------------------ | -------------- | ------ |
| 本庄市街方面       |                    |                |        |
| 国道462号          | 国道462号          | 沼和田南       | 本庄市 |
| -                  |                    | 沼和田駐在所前 | 本庄市 |
| -（屈折）          | （本庄市街方面）   | 沼和田         | 本庄市 |
|                    |                    | 本庄旭小前     | 本庄市 |
| 国道17号（中山道） | 国道17号（中山道） | 小島（北）     | 本庄市 |
| 下野堂方面         |                    |                |        |

### 沿線施設
- 本庄警察署沼和田駐在所
- 本庄市立旭小学校